# Messenger of Death
Messenger of Death is een Amerikaanse thriller uit 1988 onder regie van J. Lee Thompson.

## Verhaal
Garreth Smith, een beroemde verslaggever van The Denver Tribune, legt een vreselijk bloedbad bloot in een mormoonse familie. Het familiedrama kan ogenschijnlijk worden verklaard door de vreemde gebruiken van de mormonen, die moord in bepaalde gevallen goedkeuren om de ziel te redden van gelovigen. De zaak blijkt echter ingewikkelder te liggen.

## Rolverdeling
| Acteur              | Personage              |
| ------------------- | ---------------------- |
| Charles Bronson     | Garret Smith           |
| Trish Van Devere    | Jastra Watson          |
| Laurence Luckinbill | Homer Foxx             |
| Daniel Benzali      | Barney Doyle           |
| Marilyn Hassett     | Josephine Fabrizio     |
| Charles Dierkop     | Orville Beecham        |
| Jeff Corey          | Willis Beecham         |
| John Ireland        | Zenas Beecham          |
| Penny Peyser        | Trudy Pike             |
| Gene Davis          | Jongere huurmoordenaar |
| John Solari         | Oudere huurmoordenaar  |
| Jon Cedar           | Saul                   |
| Tom Everett         | Wiley                  |
| Duncan Gamble       | Luitenant Scully       |
| Bert Williams       | Sheriff Yates          |